# فاسكو
فاسكو هو لاعب كرة قدم برتغالي، ولد في 21 مارس 1998 في كوفيليا في البرتغال. لعب مع نادي أكاديميكا كويمبرا.

## وصلات خارجية
- فاسكو على موقع قاعدة بيانات كرة القدم.إي يو (الإنجليزية)
- فاسكو على موقع Soccerway.com (الإنجليزية)